# Blow the Whistle
Albums de Too $hort
Married to the Game
(2003) Mack of the Century... Too Short's Greatest Hits
(2006)
Singles
1. Blow the Whistle
Sortie : 7 mars 2006
2. Keep Bouncin'
Sortie : 19 septembre 2006

Blow the Whistle est le treizième album studio de Too $hort, sorti le 29 août 2006.
L'album s'est classé 7e au Top R&B/Hip-Hop Albums et 14e au Billboard 200.

## Liste des titres
| No  | Titre                                                          | Contient un (des) sample(s) de                                                           | Durée |
| --- | -------------------------------------------------------------- | ---------------------------------------------------------------------------------------- | ----- |
| 1.  | Call Her a Bitch                                               | Dope Fiend Beat de Too $hort                                                             | 3:58  |
| 2.  | Blow the Whistle                                               | Dope Fiend Beat de Too $hort Girl (Cocaine) de Too $hort                                 | 2:43  |
| 3.  | Burn Rubber, Pt. 2                                             |                                                                                          | 3:08  |
| 4.  | Keep Bouncin' (featuring Snoop Dogg, will.i.am et Fergie)      | Electric Relaxation de A Tribe Called Quest Blow Your Head de Fred Wesley and The J.B.'s | 4:09  |
| 5.  | Pimpin' Forever                                                |                                                                                          | 4:47  |
| 6.  | Money Maker (featuring Pimp C et Rick Ross)                    |                                                                                          | 3:59  |
| 7.  | Strip Down                                                     |                                                                                          | 3:46  |
| 8.  | Nothing Feels Better                                           |                                                                                          | 4:26  |
| 9.  | Sophisticated                                                  |                                                                                          | 4:04  |
| 10. | Playa                                                          |                                                                                          | 4:05  |
| 11. | 16 Hoes (featuring Jazze Pha et Bun B)                         |                                                                                          | 3:51  |
| 12. | Baller (featuring David Banner)                                |                                                                                          | 3:34  |
| 13. | Sadity (featuring Kurupt et Daz Dillinger)                     |                                                                                          | 3:30  |
| 14. | I Want Your Girl (featuring E-40, Dolla Will et Mistah F.A.B.) |                                                                                          | 3:34  |
| 15. | It's Time to Go                                                |                                                                                          | 3:33  |
| 16. | Shake It Baby                                                  |                                                                                          | 3:28  |